# (1976) Kavérine
(1976) Kavérine (internationalement (1976) Kaverin ; provisoirement nommé 1970 GC) est un astéroïde de la ceinture principale, découvert le 1er avril 1970 par Lioudmila Tchernykh à l'observatoire d'astrophysique de Crimée, en Ukraine.
Il a été nommé en hommage à Alexeï Alexandrovitch Kavérine, astronome soviétique.